# Dirham Zjednoczonych Emiratów Arabskich
Dirham (AED) – jednostka monetarna Zjednoczonych Emiratów Arabskich.
1 dirham = 100 filsów.
Nominały monet: 1 dirham oraz  25 i 50 filsów (monety 1, 5, 10 filsów nie są w powszechnym obiegu).
Nominały banknotów: 5, 10, 20, 50, 100, 200, 500 i 1000 (nominał 200 dirhamów nie jest już dodrukowywany).
W sierpniu 2006 opublikowano informację, że moneta 1 dirham ma rozmiary identyczne, jak mająca dwanaście razy mniejszą wartość moneta 1 peso filipińskiego; fakt ten przyczynia się do pewnych strat właścicieli automatów przyjmujących monety w Emiratach.